# Incidente di Lakenheath-Bentwaters
Per incidente di Lakenheath-Bentwaters si intende una serie di presunti avvistamenti visuali e radar di UFO verificatisi nel 1956 in Inghilterra orientale, in due basi aeree della RAF in cui era presente personale dell’USAF. 

## Cronologia degli eventi
La sera del 13 agosto 1956 alle 21:30 gli operatori radar della base aerea di Bentwaters, nel Suffolk, rilevarono un segnale, apparentemente simile a quello di un normale aereo, che si avvicinava alla base dal lato del mare ad una velocità di parecchi chilometri all'ora. Furono rilevati anche alcuni segnali provenienti da nord-est, che si muovevano lentamente; questi segnali si fusero in un unico grande segnale che sparì velocemente verso nord. Vi fu poi un ulteriore segnale che si spostò rapidamente da est verso ovest. L’equipaggio di un caccia T-33 in volo di addestramento, composto dai tenenti Charles Metz e Andrew Rowe, fu inviato a investigare nella zona da cui provenivano i segnali radar, ma non vide nulla. Alle 22:55 fu rilevato un altro segnale, che si avvicinava alla base da est ad una velocità compresa fra 3.000 e 6.000 km/h. Passando sulla base, il segnale sparì per poi ricomparire ad ovest. Nel frattempo, gli osservatori di terra addetti alla torre di controllo videro una luce bianca passare rapidamente sulla base; il pilota di un aereo militare da trasporto C-47 in volo sopra la base alla quota di 1.200 metri riferì di avere visto passare sotto il suo aereo una luce simile. 
A questo punto, fu allertata la base di Lakenheath, situata a circa 60 km a nord-ovest di Bentwaters. Il personale di terra osservò diversi oggetti luminosi; uno di essi fece un rapido cambiamento di direzione, mentre altri due si avvicinarono tra loro e sembrarono fondersi prima di andare via. Gli oggetti avvistati visualmente non furono però rilevati dai radar.
L’ultima fase dell’incidente fu descritta dettagliatamente nel rapporto del sergente Forrest Perkins, supervisore radar del centro per il controllo del traffico aereo di Lakenheath. Secondo il rapporto di Perkins, poco dopo la mezzanotte fu rilevato dai radar della base un segnale radar a sud-ovest di Lakenheath, che si mosse in direzione nord-ovest e poi si fermò. Fu chiesto l’intervento di aerei. Due cacciabombardieri DH 112 Venom furono inviati dalla base di Waterbeach verso il segnale rilevato dai radar di terra e arrivarono dopo circa mezz'ora. Il pilota del primo aereo, guidato dal radar di terra, stabilì il contatto con il radar dell'aereo e vide davanti a sé una luce brillante, poi perse i contatti e fu avvertito dal radar di terra che il segnale si era spostato dietro il suo aereo, ma non poté avere conferma dal radar di bordo perché il Venom era privo di radar di coda; l’aereo fu seguito per dieci minuti nonostante le manovre evasive del pilota, che dopo un po’ fu costretto a rientrare perché era a corto di carburante. Il secondo aereo fu costretto a rientrare presto per problemi ai motori; il pilota non riferì alcun contatto visivo e riferì che il segnale fu rilevato dal radar dell’aereo per un breve periodo prima di sparire in direzione nord. Il segnale sparì anche dai radar di terra di Lakenheath.
Più tardi, i radar di Lakenheath rilevarono un altro segnale a circa 40 km a sud-ovest di Bentwaters, che si mosse in direzione nord-ovest e poi si fermò; il segnale fu rilevato anche dai radar di Bentwaters e fu l’unico rilevato dai radar di entrambe le basi. Venne richiesto l’intervento di altri aerei. Alle 3:30 anche questo segnale sparì e non ce ne furono altri.

## Inchieste ufficiali
Tre giorni dopo l’incidente, dalla base di Lakenheath fu inviato un rapporto sintetico mediante telescrivente alla base aerea di Ent in Colorado (allora sede del NORAD). Il 31 agosto il capitano Edward L. Holt, di stanza alla base di Bentwaters, fu incaricato di redigere un rapporto più completo, che fu classificato ed inviato ai responsabile del Progetto Blue Book. Gli investigatori del Progetto Blue Book si convinsero che gli echi radar erano probabilmente falsi segnali, dovuti a condizioni atmosferiche inusuali come quelle che si verificano in certe umide serate estive.
Negli anni sessanta il caso fu indagato dalla Commissione Condon, che si basò sul rapporto recuperato dagli archivi del Blue Book e su una lettera inviata dal sergente Perkins direttamente alla Commissione. Il fisico Gordon Thayer, incaricato dell’indagine, ritenne che la spiegazione degli avvistamenti radar mediante una propagazione anomala delle onde radio era possibile ma poco probabile. Concentrandosi sulla fase finale dell’avvistamento, il fisico affermò che si trattava di uno dei casi più sbalorditivi e inusuali tra gli avvistamenti radar-visuali di UFO. Secondo Thayer, il “comportamento apparentemente intelligente e razionale degli UFO suggeriva qualche dispositivo meccanico di origine sconosciuta come la più probabile spiegazione di questo avvistamento”. L’astronomo Josef Allen Hynek, consulente della Commissione, escluse per gli avvistamenti visuali l’ipotesi delle meteore, che non si accordava con le descrizioni dei testimoni. Alla fine la Commissione concluse che, benché non potesse escludersi completamente una spiegazione basata su fattori convenzionali e naturali, la possibilità che in questo caso fosse coinvolto almeno un autentico UFO appariva alta.
Vi fu anche un'inchiesta ufficiale da parte della RAF, ma i documenti originali furono distrutti intorno al 1965 dopo l’assorbimento del Ministero dell’Aviazione da parte del Ministero della Difesa. Fra i pochi documenti superstiti c'è il diario del Comando del 23º Squadrone, che ritenne che il segnale radar, se era stato causato da qualcosa di reale, era spiegabile con un pallone meteorologico. Ralph Noyers, ex funzionario del Ministero della Difesa, disse che a seguito dell'inchiesta ufficiale non si trovarono spiegazioni sull'accaduto, mentre l'ex commodoro dell'aria Anthony Davis disse che non emersero evidenze che potessero dimostrare che i segnali radar erano stati causati da oggetti reali e non da fenomeni di propagazione anomala.

## Argomenti ufologici
L’ufologo James McDonald, docente di meteorologia all’Università di Tucson, ha affermato che le condizioni meteorologiche riportate nella zona dell’avvistamento non rendevano plausibile la spiegazione dei segnali radar con fenomeni di propagazione anomala dovuti ad inversione termica nell’atmosfera. Inoltre, gli avvistamenti visuali non potevano essere spiegati con meteore perché la velocità e l’altezza riferite dai testimoni erano troppo basse, ma non poteva trattarsi di aerei perché la velocità era troppo alta per i velivoli dell’epoca; non si poteva inoltre ipotizzare la presenza di aerei sperimentali, perché si sarebbe dovuto sentire un boato sonico che nessuno aveva riferito. Secondo lo scienziato, l’avvistamento non era suscettibile di spiegazioni convenzionali. Inoltre, i movimenti dell’oggetto che continuò a seguire il Venom nonostante le manovre evasive del pilota facevano pensare ad un comportamento intelligente che poteva spiegarsi con un veicolo di origine extraterrestre. 

## Spiegazioni degli scettici
Il giornalista scientifico e ufologo scettico Philip Julian Klass ha riesaminato il caso negli anni settanta, arrivando alla conclusione che gli avvistamenti radar sono spiegabili con un malfunzionamento del radar di Lakenheath e con falsi segnali causati da fenomeni di propagazione anomala delle onde radio. Gli avvistamenti visuali si spiegherebbero con meteore dello sciame delle Perseidi, che i testimoni avrebbero interpretato e riferito erroneamente; l’oggetto brillante avvistato dal pilota del Venom sarebbe invece il pianeta Marte. 

## Altre testimonianze
L’analisi di Philip Klass fu citata in un articolo scritto per il Sunday Times dal divulgatore scientifico Ian Ridpath. In risposta all’articolo, pubblicato il 19 marzo 1978, il tenente Freddie Wimbledon scrisse una lettera al giornale, contestando l’analisi di Klass. Wimbledon, che al tempo dell’avvistamento era addetto al controllo radar nella stazione di Neatishead ubicata a Norwich nel Norfolk, affermò che aveva fatto parte del gruppo che aveva diretto il volo dei due Venom verso i segnali rilevati dai radar. Il tenente rigettava l’ipotesi di Klass del malfunzionamento del radar di Lakenheath e dei falsi segnali, affermando che i segnali erano stati rilevati da tre diverse serie di radar ubicati a terra, nonché dai radar degli aerei inviati per compiere l’intercettazione.
In seguito all'interesse per il caso sollevato dalla stampa, sempre nel 1978 un testimone civile, John Killock, scrisse una lettera al giornale Daily Express, affermando di avere visto a Ely, la sera degli avvistamenti di Lakenheath, una singola luce bianca che attraversava rapidamente il cielo, insieme ad un aereo Venom.

## Nuove indagini
Le informazioni disponibili tramite il rapporto del Blue Book e la lettera di Perkins lasciano in ombra alcuni aspetti: ad esempio, non si conoscono i nomi dei piloti dei Venom inviati ad indagare e non è chiaro se l’equipaggio del primo Venom, quando l’aereo fu seguito dal segnale rilevato dal radar di terra, riuscì ad avvistare visivamente qualcosa dietro il velivolo. Esistono inoltre discordanze tra le fonti: a differenza di quanto riferito nella lettera di Perkins e nel racconto di Wimbledon, il verbale di una riunione dell'intelligence, tenuta al Ministero della Difesa britannico nel maggio 1957 con il sottosegretario George Ward, riporta che non ci fu alcun avvistamento visivo né alcun rilevamento radar da parte dei piloti dei Venom inviati ad indagare sul segnale rilevato dal radar della base di Lakenheath. 
Negli anni novanta, i ricercatori ufologici David Clarke, Jenny Randles, Andy Roberts, Paul Fuller e Martin Slough, riuniti nel gruppo Lakenheath Collaboration, hanno riesaminato il caso, accertando che è stato più complesso rispetto a ciò che è stato riportato dal rapporto della Commissione Condon. Non potendo colmare le lacune informative con i documenti originali della RAF, non più disponibili, i ricercatori hanno cercato di trovare i testimoni.
Sono stati rintracciati e interrogati gli equipaggi di due aerei Venom coinvolti nell’incidente, gli ufficiali David Chambers e John Brady (in servizio sul primo aereo) e Ian Fraser-Ker e Ivan Logan (in servizio sul secondo aereo). Gli equipaggi, che erano inquadrati nel 23º Squadrone della RAF, a differenza di quanto riportato dal rapporto del Blue Book e dai racconti di Perkins e Wimbledon, dichiararono che l’intercettazione era avvenuta fra le 2:00 e le 2:40 (circa due ore dopo di quanto riportato nel rapporto), che i segnali radar erano di modesta entità (e non forti e chiari come aveva raccontato Perkins), che non vi fu alcun avvistamento visuale e neanche alcuna manovra d’inseguimento di uno degli aerei. Chambery, pilota del primo aereo, disse che “la sua impressione era che non c’era niente, che fosse una specie di errore”, mentre Logan, navigatore del secondo aereo, affermò che tutto ciò che vide fu “un segnale che indicava un oggetto stazionario”. 
A complicare ulteriormente la storia è il racconto dell’equipaggio di un altro Venom, che era stato contattato poco prima degli altri due aerei per investigare sul segnale radar. Gli ufficiali Leslie Arthur e Grahame Scofield dissero che erano stati costretti ad interrompere la missione e a ritornare indietro per il malfunzionamento di uno dei serbatoi di carburante. Mentre tornavano alla base, Scofield ascoltò le comunicazioni radio dei piloti degli altri Venom inviati a compiere l’intercettazione e gli sembrò di riconoscere gli equipaggi formati da Cambers/Brady e Fraser-Ken/Logan. Secondo quanto riferito da Scofield, il contenuto della conversazione era in accordo con i racconti di Perkins e Wimbledon. In seguito alla rotta e all’orario del volo, l’aereo di Arthur/Scofield può essere identificato come il Venom avvistato a Ely dal testimone civile John Killock. 
Ulteriori ricerche hanno rivelato che il comandante di stormo Anthony Davis (poi divenuto commodoro dell'aria) partecipò all’investigazione sul segnale radar, essendo stato allertato mentre era già in volo dopo il decollo dalla base di Neatishead. In un documento scritto circa un mese dopo l’episodio, il pilota affermò che fu guidato verso un sospetto UFO dall’operatore radar (probabilmente Wimbledon) della base di Neatishead, ma l’operatore radar del suo aereo non riuscì a stabilire un contatto; alla fine, il pilota si rese conto che stava inseguendo una stella (probabilmente il pianeta Marte, che quella notte era brillante e ben visibile). Dato che l’orario di questo tentativo d’intercettazione coincide con quello indicato da Perkins e Wimbledon, è probabile che Davis sia uno dei due piloti a cui si riferisce il racconto di questi due testimoni, mentre l’altro pilota rimane sconosciuto. È probabile che gli aerei di Chambers/Brady e Ian Fraser-Ker/Logan siano intervenuti dopo quello di Davis. 
Secondo i ricercatori di Lakenheath Collaboration, la confusione e la contraddittorietà delle fonti e testimonianze non consente ancora di capire dettagliatamente come si siano svolti i fatti.

## Altre spiegazioni
Larry Robinson, ricercatore dell’Indiana University, che ha riesaminato il caso negli anni novanta, concorda con l’ipotesi della propagazione radar anomala avanzata da Klass. La rilevazione dei segnali anche da parte dei radar degli aerei non escluderebbe quest’ipotesi perché, puntando nella stessa direzione dei radar di terra, anch’essi potevano rilevare le propagazioni anomale causate dallo stesso strato d’inversione termica. Il segnale radar rilevato dal radar di terra dietro il primo Venom potrebbe essere invece un’eco fantasma, cioè un’immagine secondaria dello stesso aereo causata dalla riflessione del segnale primario su un oggetto al suolo, come un camion a cassone ribaltabile o un carro merci. Alcuni degli oggetti osservati visualmente potevano essere meteore, che in alcuni casi possono causare echi radar; alle obiezioni contro quest’ipotesi avanzate da McDonald, Robinson ha risposto che in un tempo di osservazione così breve è difficile, per un osservatore non addestrato, stimare con precisione l’altezza e la velocità di questi oggetti. 